# Banîci, Hluhiv
Banîci (în ucraineană Баничі) este localitatea de reședință a comunei Banîci din raionul Hluhiv, regiunea Sumî, Ucraina.

## Demografie
Componența lingvistică a localității Banîci
     Ucraineană (91,47%)
     Rusă (8,31%)
Conform recensământului din 2001, majoritatea populației localității Banîci era vorbitoare de ucraineană (91,47%), existând în minoritate și vorbitori de rusă (8,31%).